# Pierrefitte (Deux-Sèvres)
Pierrefitte é uma comuna francesa na região administrativa da Nova Aquitânia, no departamento de Deux-Sèvres. Estende-se por uma área de 15,91 km². Em 2010 a comuna tinha 337 habitantes (densidade: 21,2 hab./km²).